# خوینوف
خوینوف(لهستانی:Chojnów؛ آلمانی:Haynau) شهری‌است کوچک در شهرستان لگنیتسا در سیلیزیای پایین در جنوب باختری لهستان. خوینوف در ۱۸ کیلومتری غرب لگنیتسا جای‌دارد.
تا پیش از جنگ جهانی دوم، شماری از جمعیت این شهر آلمانی بودند، ولی پس از جنگ و با اجرای مرز اودر-نایسه شهر به جمهوری لهستان سپرده‌شد و آلمانی‌های آنجا اخراج‌شدند. 

## شهرهای خواهرخوانده
- اگلسباخ  آلمان
- کومانتری  فرانسه